# Feirense FC
Der Feirense Futebol Clube ist ein Fußballverein aus Feira de Santana, im brasilianischen Bundesstaat Bahia. Der Klub wurde am 30. Mai 2007 gegründet.

## Geschichte
Feirense wurde unter dem Namen Independente Esporte Clube als Nachfolger des Palmeiras Nordeste Futebol gegründet. Dieser in Feira de Santana ansässige Klub war im Mai 2007 aufgelöst worden. Der Name des neuen Klubs bezog sich auf den ursprünglichen Namen von Palmeiras, welcher seinerzeit als Associação Atlética Independente gegründet worden war.
Noch in seinem Gründungsjahr trat der Klub ab Juli in der Segunda Divisão, der zweiten Liga der Staatsmeisterschaft von Bahia, an. Feirense gewann die Gruppenphase und trat in den Finalspielen gegen den Galícia EC an. Man trennte sich 2:2 und 0:0. Feirense durfte, aufgrund des besseren Ergebnisses in der Gruppenphase, als Meister in die erste Liga der Staatsmeisterschaft 2008 aufsteigen. Ab deren Austragung hatte der Klub dann seinen Namen in Feirense FC geändert.
2012 verlegte seine Spielstädte nach Senhor do Bonfim ins Estádio Pedro Amorim Duarte. 2012 wurde der Klub dritter in der Staatsmeisterschaft. Damit qualifizierte man sich für die Austragung des Copa do Nordeste 2013. Ab 2013 kehrte der Klub zu seinem Stammsitz zurück. In der Copa do Nordeste kam man über die Gruppenphase nicht hinaus. Nach Beendigung Staatsmeisterschaft von 2016 musste der Klub erstmals wieder in die Segunda Divisão absteigen. Für deren Ausgabe 2017 gab der Klub keine Meldung ab. Erst 2022 kehrte in die Liga zurück.

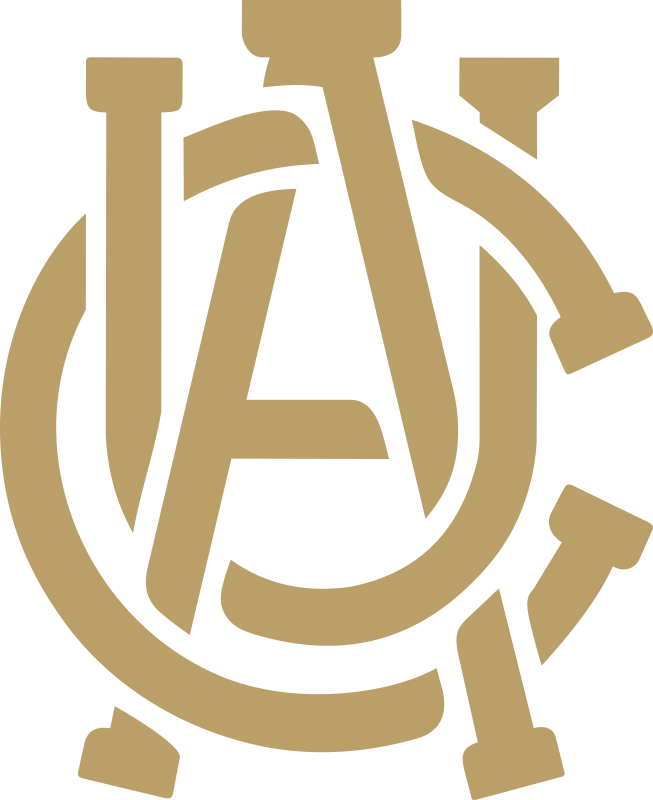
Logo als Clube Atlético Universitário

In dem Jahr kündigte das Unternehmen die Änderung des Namens in Clube Atlético Universitário und des Hauptsitzes nach Santo Antônio de Jesus bekannt. Nachdem der Klub 2023 wieder nicht am Ligabetrieb teilgenommen hatte, kehrte er 2024 nach Feira de Santana zurück und nahm seinen vorherigen Namen wieder an.

## Teilnahme an Fußballwettbewerben
| Wettbewerb                          | Teilnahmen        |
| ----------------------------------- | ----------------- |
| Staatsmeisterschaft                 | 2008–2016         |
| Staatsmeisterschaft Segunda Divisão | 2007, 2022, 2024– |
| Copa do Nordeste                    | 2013              |

## Erfolge
- Staatsmeisterschaft von Bahia Segunda Divisão: 2007